# Embu-Guaçu
Embu-Guaçu es un municipio situado en el estado de São Paulo, en Brasil. Tiene una población estimada, en 2024, de 68 805 habitantes.
Su superficie total es de 155.64 km².

## Topónimo
"Embu-Guaçu" es un término proveniente de la lengua tupí antigua y significa "serpiente grande".
Su primer nombre fue Ilha de Itararé, en razón de que se pensó que era una gran isla fluvial, dada la cantidad de ríos que existen en la región. Después pasó a llamarse M'Boy-Guaçu, también de origen tupí, y finalmente Embu-Guaçu. Todos estos nombres estuvieron inspirados en el río Santa Rita, extenso y lleno de curvas sinuosas.

## Historia
A finales del siglo XVIII el matrimonio de campesinos José Pires de Albuquerque y Emília Pires de Moraes Pedroso llegó a la zona donde actualmente se encuentra Embu-Guaçu. Impresionados por la belleza natural de la región, construyeron su primera casa de barro, cerca del río Santa Rita.
El pueblo creció con la llegada de inmigrantes a principios del siglo XX. En 1920, José Pires de Albuquerque construyó la primera industria de harina de yuca. En 1929 el ferrocarril llegó a la zona con el ramal Mairinque/Santos, desde la línea de ferrocarril Sorocabana.
En 1944 fue creado el distrito de Embu-Guaçu, pero aún formando parte del municipio de Itapecerica da Serra.
Fue elevado a la categoría de municipio con el nombre de Embu-Guaçu por ley estadual de febrero de 1964. Se convocaron elecciones para 1965
Por una ley de marzo de 1990 se creó el distrito de Cipó-Guaçu y se anexó al municipio de Embu-Guaçu. Para 1995 el municipio estaba compuesto por dos distritos: Embu-Guaçu y Cipó-Guaçu.

## Geografía
Limita con São Lourenço da Serra, Itapecerica da Serra, São Paulo y Juquitiba.

### Clima
El clima del municipio, como en toda la región metropolitana de São Paulo, es subtropical, con verano poco caliente y lluvioso e invierno suave y semiseco.
La temperatura media anual gira en torno a los 18 °C, siendo julio el mes más frío (media de 14 °C), y el más cálido febrero (media de 22 °C). El índice pluviométrico anual está en el entorno de los 1400 mm.

### Demografía
Datos del censo - 2010
- Población total: 92 769
  - Urbana: 76 095
  - Rural: 12 674
  - Hombres: 41 186
  - Mujeres: 48 068[5]

Densidad demográfica (hab./km²): 405,11
Mortalidad infantil hasta un año de edad (por mil): 10,47
Expectativa de vida (años): 74,40
Tasa de fecundidad (hijos por mujer): 2,49
Tasa de alfabetización: 90,70%
Índice de Desarrollo Humano (IDH-M): 0,811
- IDH-M Renta: 0,723
- IDH-M Longevidad: 0,823
- IDH-M Educación: 0,888

### Hidrografía
- Represa de Guarapiranga
- Río Embu-Guaçu
- Río Santa Rita

### Carreteras
- SP-214
- SP-216
- SP-234